# جانی ککوتو
آلبرتو «جانی» کِکوتو (اسپانیایی: Alberto "Johnny" Cecotto‎؛ زادهٔ ۲۵ ژانویهٔ ۱۹۵۶ در کاراکاس) رانندهٔ سابق مسابقات اتومبیل‌رانی اهل ونزوئلا است که از فصل ۱۹۸۳ تا ۱۹۸۴ در مجموع در ۲۳ گراند پری از مسابقات جهانی فرمول یک شرکت کرد.
او در طول دوران فعالیت خود در فرمول یک تنها ۱ امتیاز را به نام خود به‌ثبت رساند.